# Rami Bedoui
Rami Bedoui (arab. رامي بدوي, ur. 19 stycznia 1990 w Susie) – tunezyjski piłkarz grający na pozycji środkowego obrońcy. Jest wychowankiem klubu Étoile Sportive du Sahel.

## Kariera klubowa
Swoją karierę piłkarską Bedoui rozpoczął w klubie Étoile Sportive du Sahel z miasta Susa. W 2011 roku awansował do pierwszego zespołu. 22 listopada 2011 zadebiutował w pierwszej lidze tunezyjskiej w wygranym 4:0 wyjazdowym meczu z CS Hammam-Lif. W debiutanckim sezonie stał się podstawowym zawodnikiem swojego klubu. W 2012 roku zdobył Puchar Tunezji. W sezonach 2012/2013, 2013/2014 i 2014/2015 wywalczył trzy wicemistrzostwa Tunezji z rzędu. W 2014 i 2015 roku zdobył kolejne krajowe puchary. W listopadzie 2015 zdobył Puchar Konfederacji po wygranej w finale z Orlando Pirates (1:1, 1:0).
| Sezon   | Klub                     | Kraj    | Rozgrywki | Mecze | Gole |
| ------- | ------------------------ | ------- | --------- | ----- | ---- |
| 2011/12 | Étoile Sportive du Sahel | Tunezja | CLP-1     | 24    | 1    |
| 2012/13 | Étoile Sportive du Sahel | Tunezja | CLP-1     | 14    | 0    |
| 2013/14 | Étoile Sportive du Sahel | Tunezja | CLP-1     | 11    | 0    |
| 2014/15 | Étoile Sportive du Sahel | Tunezja | CLP-1     | 18    | 3    |
| 2015/16 | Étoile Sportive du Sahel | Tunezja | CLP-1     | 21    | 1    |
| 2016/17 | Étoile Sportive du Sahel | Tunezja | CLP-1     | 21    | 4    |
| 2017/18 | Étoile Sportive du Sahel | Tunezja | CLP-1     | 20    | 2    |

## Kariera reprezentacyjna
W reprezentacji Tunezji Bedoui zadebiutował 16 października 2012 w wygranym 1:0 towarzyskim meczu z Tunezją. W 2015 roku został powołany do kadry na Puchar Narodów Afryki 2015. Na nim rozegrał jeden mecz, z Zambią (2:1).